# 家族旅行村
家族旅行村（かぞくりょこうむら、中規模観光レクリエーション地区）は、主として家族が恵まれた自然の中で手軽に利用できる観光レクリエーションの場を確保するとともに、併せて地域の振興に資することを目的に整備された施設。旧運輸省の補助制度により、昭和53年度から各地方公共団体によって整備が開始された。
キャンプ場、ピクニック緑地等の中核的レクリエーション施設を中心に、宿泊・休養施設、運動施設、文化教養施設等の関連施設が整備されている。

古平家族旅行村（北海道古平町）
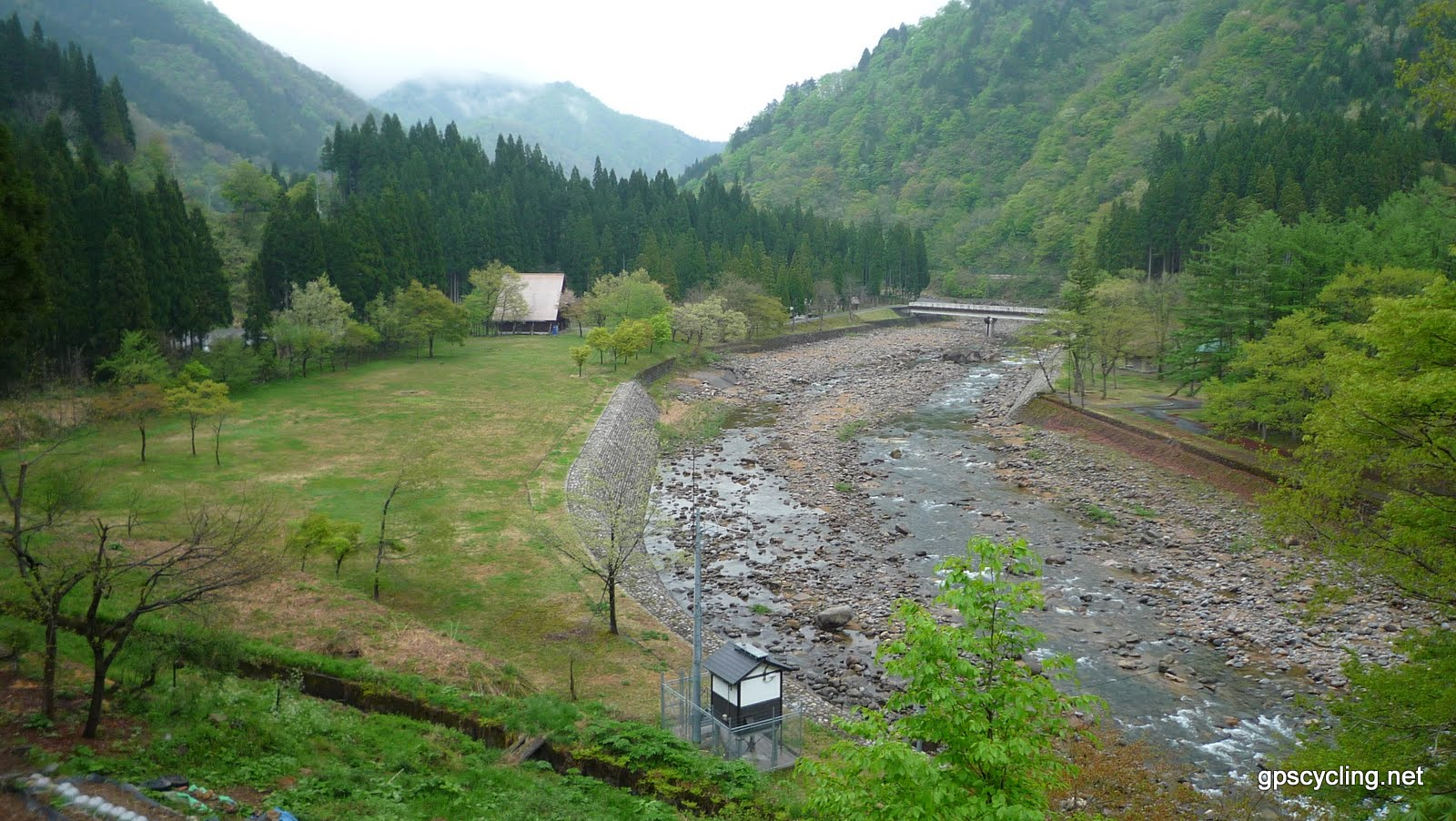
和泉前坂家族旅行村（福井県大野市）
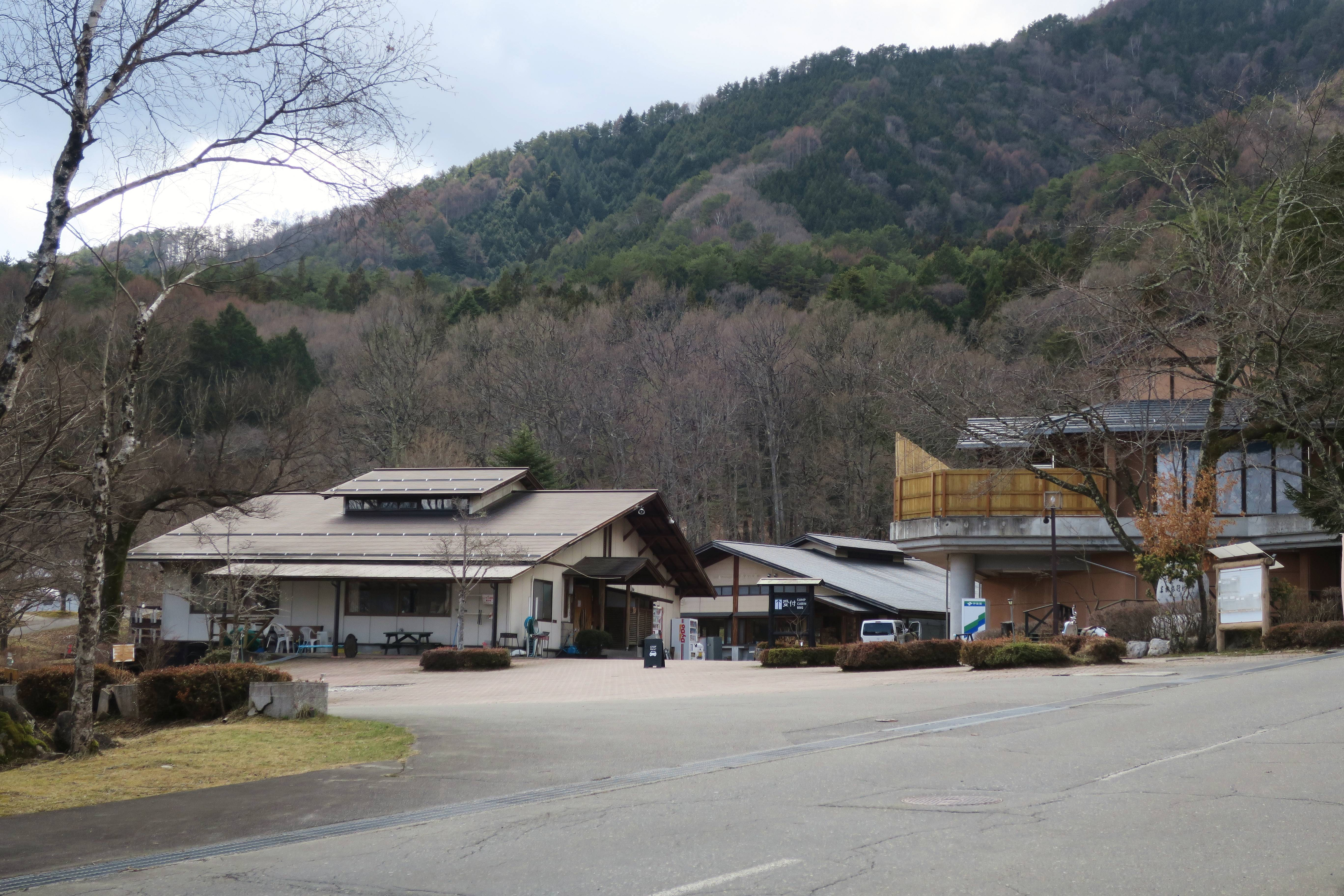
駒ヶ根高原家族旅行村（長野県駒ヶ根市）
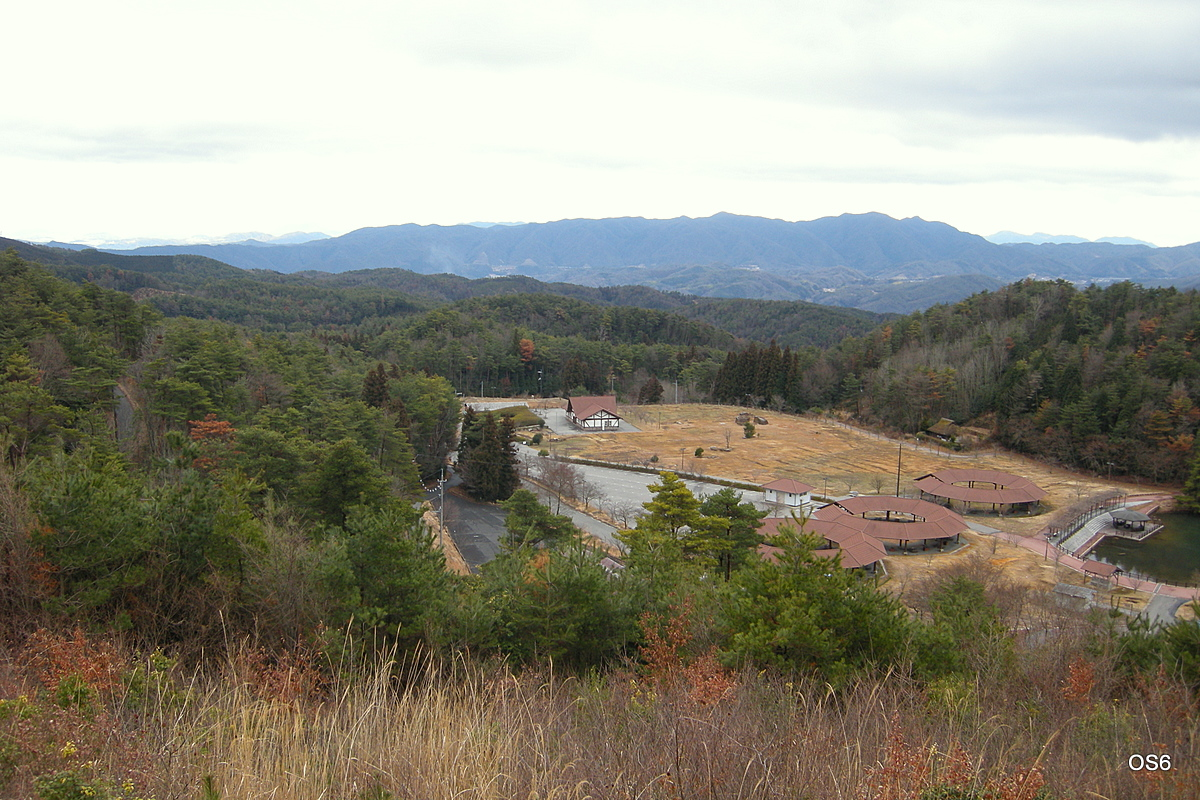
宇根山家族旅行村（広島県三原市）
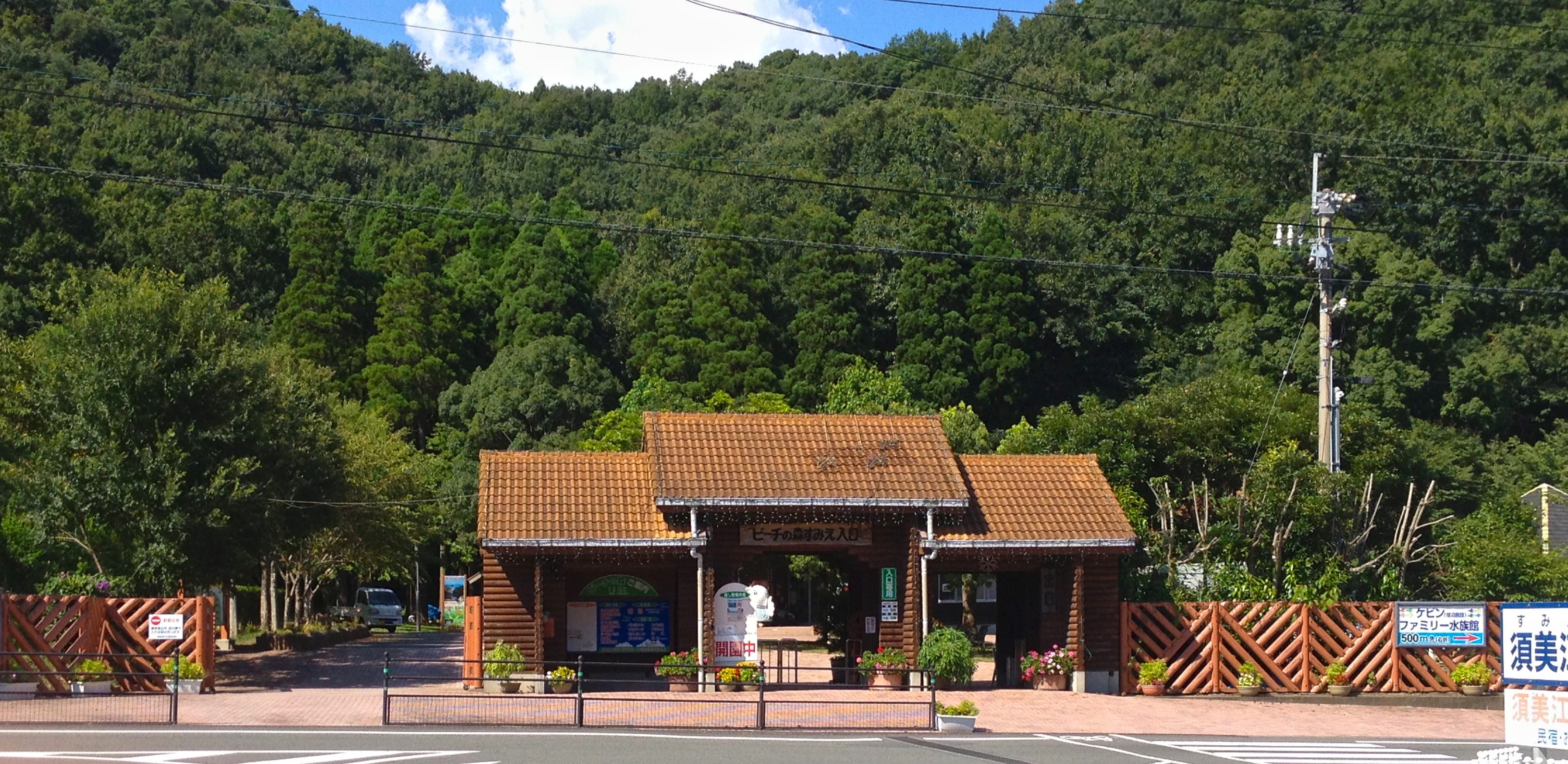
須美江家族旅行村（宮崎県延岡市）